# Hélène Grimaud

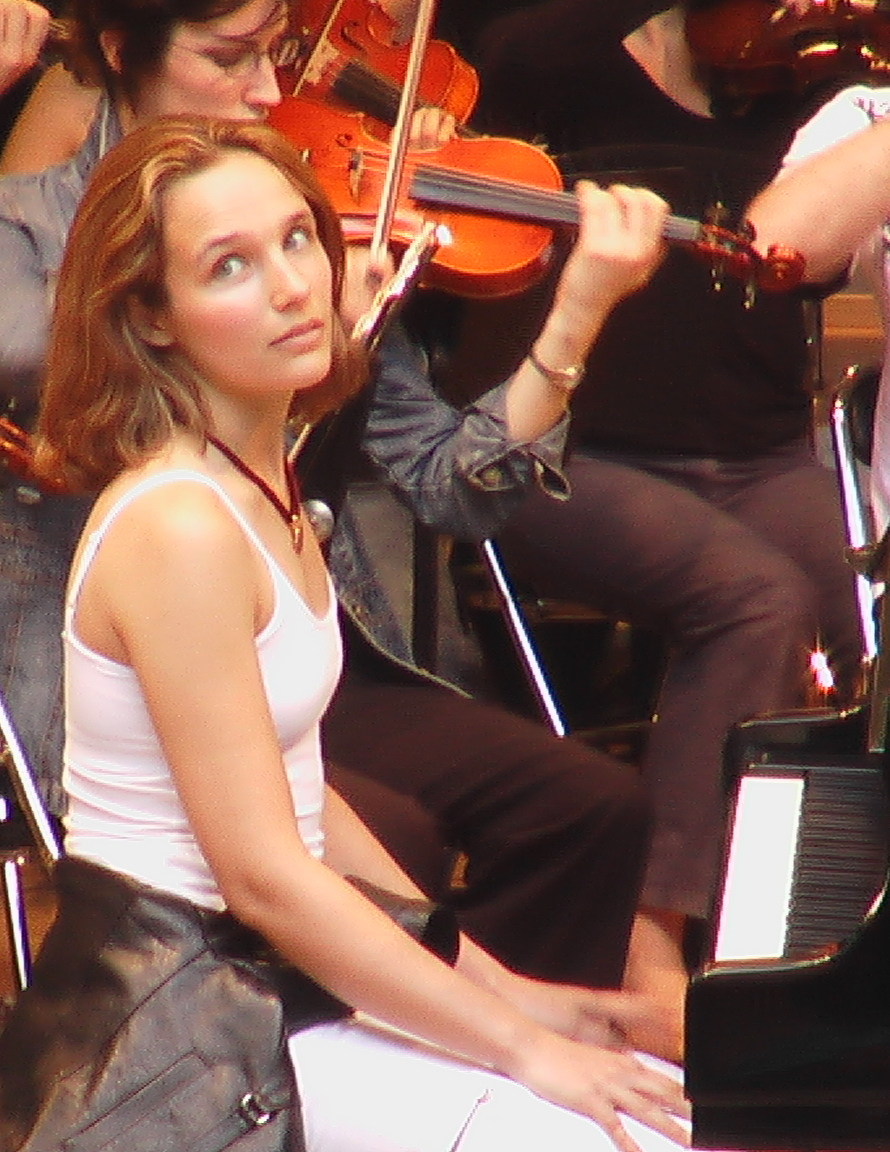
Hélène Grimaud bei einer Probe zum Internationalen Klavierfestival in La Roque d’Anthéron, 2004

Hélène Rose Paule Grimaud (* 7. November 1969 in Aix-en-Provence) ist eine französische Pianistin.

## Leben

### Kindheit und musikalischer Durchbruch
Hélène Grimaud wurde als Tochter des Lehrerehepaares Claude und Josette Grimaud, geb. Cirelli, in Aix-en-Provence geboren. In einem New York Times-Interview mit John Rockwell beschrieb sie ihre Herkunft folgendermaßen: „Mein Vater stammt von sephardischen Juden in Afrika ab und die Vorfahren meiner Mutter waren jüdische Berber von Korsika.“ Ihr Vater wurde als Kind von einer französischen Familie adoptiert. Beide Eltern waren Lehrer, ihr Vater unterrichtete an der Universität Sprachen. Ihre Familie änderte noch vor ihrer Geburt den Familiennamen Grimaldi in die heutige Schreibweise um. Nach eigener Bekundung hat Grimaud sich aufgrund der anderen Herkunft, obwohl sie in Frankreich aufwuchs, dort nie richtig heimisch gefühlt.  Als Kind litt Grimaud an einem Aufmerksamkeitsdefizit-Hyperaktivitätssyndrom, das sich erst legte, als sie mit der Musik in Berührung kam. Sie ist seit ihrer Kindheit Synästhetikerin und nimmt beim Hören Farben wahr.
Grimaud begann mit sechs Jahren mit dem Klavierspiel. Sie erhielt zunächst Unterricht in ihrer Heimatstadt, dann studierte sie in Marseille bei Pierre Barbizet. Nachdem sie als Zwölfjährige unter anderem mit der zweiten und dritten Klaviersonate Frédéric Chopins die Aufnahmeprüfung am Pariser Konservatorium bestanden hatte, studierte sie dort ab 1982 bei Jacques Rouvier. Im zweiten Studienjahr kehrte sie aus Protest gegen das ihr unliebsame Repertoire am Konservatorium in ihre Heimatstadt Aix-en-Provence zurück und führte mit Professoren und Studenten des dortigen Konservatoriums Chopins zweites Klavierkonzert auf. Ihr Pariser Lehrer gab die Aufnahme dieses Konzerts an das japanische Klassik-Label Denon weiter und verschaffte ihr somit den ersten Plattenvertrag, der 1985 zu ihrer ersten Veröffentlichung führte, einer Aufnahme der zweiten Klaviersonate von Rachmaninow, mit der sie den Grand Prix du Disque der Akademie Charles Cros gewann. Im gleichen Jahr schloss sie ihr Studium mit einem ersten Preis ab. 1987 gelang ihr der internationale Durchbruch: Grimaud nahm am Midem de Cannes teil, spielte auf dem Klavierfestival in La Roque-d’Anthéron, gab ihren ersten Klavierabend in Paris und debütierte mit dem Orchestre de Paris unter Daniel Barenboim.

### Umzug in die USA und Aufbau des Wolf Conservation Center
Ein Zusammentreffen mit der 28 Jahre älteren Pianistin Martha Argerich beim Kammermusikfest Lockenhaus 1989 bestätigte Grimaud darin, trotz der einsetzenden Bekanntheit an ihrem eigenständigen und unkonventionellen Stil festzuhalten. 1990 folgten ihr USA-Debüt, und noch im selben Jahr eine vollständige US-Tournee. Bei einem Konzert in Florida lernte sie den Fagottisten Jeff Keesecker kennen und zog kurz darauf mit ihm nach Tallahassee.
In Tallahassee begegnete Grimaud 1991 der Wölfin Alawa, die ein Bekannter als wildes Haustier hielt. Die Wölfin ließ sich bei ihrer ersten Begegnung von ihr streicheln, was höchst ungewöhnlich ist, und Grimaud verspürte eine tiefe Verbindung zu dem Tier, die sie in ihrer Autobiografie Wolfssonate ausführlich beschreibt. Zusammen mit ihrem damaligen Lebensgefährten Jeff Keesecker adoptierte sie daraufhin zwei Wölfe. Als sie sich 1994 trennten, zog Grimaud nach New York City, wo sie in der gemeinsamen Wohnung mit ihrem neuen Partner Henry Fair eine Weile lang einen Wolfswelpen hielt. 1997 kaufte das Paar schließlich knapp zweieinhalb Hektar Land in South Salem, New York, bezog dort ein Haus und richtete ein Wolf Conservation Center ein, das 1999 eröffnet wurde. Es widmet sich der Zucht, dem Schutz und der Reintegration von Wölfen in natürlicher Umgebung. Weiteres Ziel des Center ist es, vor allem Kinder und Jugendliche durch Vorträge, aber auch durch die unmittelbare Begegnung mit Wölfen für ökologische Zusammenhänge und den Artenschutz zu sensibilisieren.

### Umzug in die Schweiz
2005 lernte Grimaud ihren derzeitigen Lebensgefährten, den Fotografen Mat Hennek kennen. Die beiden lebten zunächst gemeinsam in Weggis in der Schweiz. Für den Wohnsitz dort hat Grimaud sich ihr erstes eigenes Klavier gekauft, einen Flügel der Marke Steinway & Sons. 2007 erschien ihr zweites Buch mit dem Titel Lektionen des Lebens.
Ende 2005 erkrankte Grimaud an einer schweren Lungenentzündung. Als Folge davon erkrankte sie am Chronischen Fatigue-Syndrom und konnte Europa über ein halbes Jahr lang nicht verlassen. Im Frühjahr 2010 musste ihr darüber hinaus ein Magenkarzinom entfernt werden. Bereits im Sommer desselben Jahres kehrte sie jedoch ans Klavier zurück und erklärte gegenüber der New York Times, sie habe die Monate ihrer Genesung als willkommenes Sabbatical betrachtet.
Infolge einer Meinungsverschiedenheit darüber, welche Solokadenz bei einer Aufnahme des 23. Klavierkonzerts von Mozart erklingen solle, beendete Grimaud 2011 die langjährige Zusammenarbeit mit dem Dirigenten Claudio Abbado. Statt der bereits fertiggestellten gemeinsamen Aufnahme veröffentlichte Grimaud eine Liveaufnahme vom Mai 2011 mit dem Kammerorchester des Symphonieorchesters des Bayerischen Rundfunks unter der Leitung von Radoslaw Szulc, bei der sie die von ihr bevorzugte Kadenz von Ferruccio Busoni spielte.
Seit 2014 lebt Hélène Grimaud wieder in den Vereinigten Staaten, im kalifornischen Santa Ynez.

## Auszeichnungen
Grimaud hat im Laufe ihrer Karriere zahlreiche Auszeichnungen erhalten, unter anderem wurde sie im Jahr 2002 vom französischen Kultusministerium mit dem Officier dans l’Ordre des Arts et des Lettres geehrt. Im Jahr 2004 erhielt sie den Victoire d’honneur der französischen Victoires de la musique. 2005 gewann sie für ihre CD „Reflection“ mit Musik von und über Clara Schumann den Echo-Klassik-Preis. 2009 wurde Grimaud mit dem Bremer Musikfest-Preis ausgezeichnet. 2013 erhielt sie erneut den Echo-Klassik-Preis sowie eine GRAMMY-Nominierung für die Kammermusik-Einspielung des Jahres.

## Diskografie

### 1985 bis 1992 (Label: Denon)
- 1985: Rachmaninow:  Klaviersonate Nr. 2 b-Moll op. 36;  Études-Tableaux op. 33 (Auswahl)
- 1987: Chopin:  Ballade Nr. 1 g-Moll op. 23;  Liszt: Après une lecture de Dante;  Schumann: Klaviersonate Nr. 1 fis-Moll op. 11
- 1988: Schumann: Kreisleriana op. 16;  Brahms:  Klaviersonate Nr. 2 fis-Moll op. 2
- 1991: Brahms:  Klaviersonate Nr. 3 f-Moll op. 5;  6 Klavierstücke op. 118
- 1992: Rachmaninow:  Klavierkonzert Nr. 2 c-Moll op. 18;  Ravel: Klavierkonzert G-Dur  (mit Royal Philharmonic Orchestra, Jesús López Cobos)

### 1995 bis 1998 (Label: Erato)
- 1995: Schumann:  Klavierkonzert a-Moll op. 54; Strauss: Burleske d-Moll; (mit Deutsches Symphonie-Orchester Berlin, David Zinman)
- 1996: Brahms:  Fantasien op. 116; Drei Intermezzi op. 117; Klavierstücke op. 118; Klavierstücke op. 119
- 1997: Gershwin:  Klavierkonzert F-Dur; Ravel: Klavierkonzert G-Dur; (mit Baltimore Symphony Orchestra, David Zinman)
- 1998: Brahms:  Klavierkonzert Nr. 1 d-Moll op. 15; (mit Staatskapelle Berlin, Kurt Sanderling)

### 1999 bis 2001 (Label: Teldec)
- 1999: Beethoven:  Klavierkonzert Nr. 4 G-Dur op. 58 (mit New York Philharmonic, Kurt Masur); Klaviersonate Nr. 30 E-Dur op. 109; Klaviersonate Nr. 31 As-Dur op. 110
- 2001: Rachmaninow:  Klavierkonzert Nr. 2 c-Moll op. 18 (mit Philharmonia Orchestra, Vladimir Ashkenazy); Prelude gis-Moll op. 32, No.12 (Allegro); Études-Tableaux op. 33; Corelli-Variationen op. 42

### Seit 2003 (Label: Deutsche Grammophon)
- 2003: „Credo“ – Corigliano: Fantasia on an Ostinato; Beethoven:  Klaviersonate Nr. 17 d-Moll op. 31 No.2 „Sturm“; Chorfantasie c-Moll op. 80; Pärt: „Credo“ für Klavier, gemischten Chor und Orchester; (mit Swedish Radio Symphony Orchestra & Choir, Esa-Pekka Salonen)
- 2005: Chopin: Klaviersonate Nr. 2 b-Moll op. 35; Rachmaninow: Klaviersonate Nr. 2 b-Moll op. 36; Chopin: Berceuse d-Moll op. 57; Barcarolle Fis-Dur op. 60
- 2005: „Reflection“ – Robert Schumann: Klavierkonzert a-Moll op. 54 (mit Staatskapelle Dresden, Esa-Pekka Salonen); Clara Schumann: Zwei Lieder zu Gedichten aus Friedrich Rückerts „Liebesfrühling“; Am Strande (mit Anne Sofie von Otter, Mezzosopran); Brahms:  Sonate für Klavier und Cello Nr. 1 e-Moll op. 38 (mit Truls Mørk); Zwei Rhapsodien für Klavier op. 79
- 2005: Bartók: Klavierkonzert Nr. 3 (mit London Symphony Orchestra, Pierre Boulez); außerdem auf dieser CD: Klavierkonzerte Nr. 1 und 2 (mit Krystian Zimerman / Chicago Symphony Orchestra sowie Leif Ove Andsnes / Berliner Philharmoniker)
- 2007: Beethoven: Klavierkonzert Nr. 5 Es-Dur op. 73 (mit Staatskapelle Dresden, Vladimir Jurowski); Klaviersonate Nr. 28 A-Dur op. 101
- 2008: Bach: Klavierkonzert d-Moll BWV 1052 (mit Deutsche Kammerphilharmonie Bremen); Präludien und Fugen (aus: Das Wohltemperierte Klavier); Chaconne d-Moll (Bach / Busoni); Prelude & Fuge in a-Moll (Bach / Liszt); Prelude in E-Dur (Bach/Rachmaninow)
- 2010: „Resonances“ – Klaviersonaten von Mozart (Nr. 8 a-Moll KV 310), Berg und Liszt (h-Moll) sowie Rumänische Volkstänze von Bartók
- 2011: Mozart: Klavierkonzerte Nr. 19 F-Dur KV 459 und Nr. 23 A-Dur KV 488 sowie die Arie „Ch'io mi scordi di te?“ (mit Mojca Erdmann, Sopran und dem Kammerorchester des Symphonieorchesters des Bayerischen Rundfunks unter der Leitung von Radoslaw Szulc)
- 2012: „duo“ mit Sol Gabetta, Cello – Schumann: Drei Fantasiestücke op.73; Brahms: Sonate für Klavier und Violoncello Nr. 1 op. 38; Debussy: Sonate für Violoncello und Klavier; Schostakowitsch: Sonate für Violoncello und Klavier op. 40
- 2013: Brahms: The Piano Concertos (mit dem Symphonieorchester des Bayerischen Rundfunks und den Wiener Philharmonikern unter Leitung von Andris Nelsons)
- 2013: „Dichterliebe“ - Fantasiestücke op. 73 und Dichterliebe op. 48 von Schumann, mit Jan Vogler, Cello, sowie Andante und Variationen op. 46 von Schumann, mit dem Moritzburg Festival Ensemble (Label: Sony)
- 2016: „Water“ mit Nitin Sawhney
- 2017: „Perspectives“
- 2018: „The Romantic Pianos“
- 2020: „The Essentials“ Debussy, Chopin, J.S. Bach,  Silvestrov, Gluck, Schumann, Bartok, Mozart, Rachmaninov, Beethoven
- 2020: „The Messenger“  mit Camerata Salzburg Mozart: Fantasie d-moll K  397, Klavierkonzert 20 d-moll K466, Fantasie 4 d K 475; Silvestro: The Messenger (Klavier und Streicher), Two dialogues with postscript,  The Messenger (Klavier solo)

Nicht aufgeführt sind Wiederveröffentlichungen einzelner Werke auf Samplern („Best of“, Budget Editions o. ä.) und in Sammelboxen.

## Bücher (in deutscher Übersetzung)
- Wolfssonate. Blanvalet, München 2005, ISBN 978-3-442-36460-2.
- Lektionen des Lebens. Ein Reisetagebuch. Blanvalet, München 2007, ISBN 978-3-442-37300-0.
- Das Lied der Natur. Romantische Fantasien. Bertelsmann, München 2014, ISBN 978-3-570-10221-3.

## Filme
- Der 11. September 2001. Hélène Grimaud in London. Dokumentarfilm, Deutschland, 2022, 43 Min., ein Film von Holger Preusse und Philipp Quiring, Erstausstrahlung: arte 9. Oktober 2022.
- Portrait – Hélène Grimaud. Dokumentarfilm, Frankreich, 1997, 58 Min., Un film de Claude Mourieras, Erstausstrahlung: arte 8. Februar 1998.
- Mein Leben – Hélène Grimaud. Dokumentarfilm, Deutschland, USA, Frankreich, 2006, 43 Min., Regie: Alix François Meier, Produktion: Macroscope, ZDF, arte, Inhaltsangabe von arte (enthält ein Gespräch mit dem Berliner Tierpfleger Thomas Dörflein über Wölfe).
- Durch die Nacht mit… Rolando Villazón und Hélène Grimaud. Magazin, Deutschland, 2007, 50 Min., Regie: Robert Kreuzale, Produktion: ZDF, Erstausstrahlung: 21. August 2007, Inhaltsangabe von arte.